# یواس‌اس ودسوورت (دی‌دی-۵۱۶)
یواس‌اس ودسوورت (دی‌دی-۵۱۶) (به انگلیسی: USS Wadsworth (DD-516)) یک کشتی بود که طول آن ۱۱۴٫۷ متر (۳۷۶ فوت) بود. این کشتی در سال ۱۹۴۳ ساخته شد.